# Kurt Zouma
Kurt Zouma (Lyon, 27. listopada 1994.) francuski je nogometaš koji trenutačno igra za West Ham United. Zouma također igra za francusku reprezentaciju. Ima starijeg brata Lionela, koji je također profesionalni nogometaš. S francuskom do 17 reprezentacijom igrao je na svjetskome prvenstvu 2011. godine. Francuski nogometni izbornik objavio je u svibnju 2016. popis za nastup na Europskom prvenstvu u Francuskoj, s kojeg je izostavio Zoumu zbog ozljede.

## Klupska karijera

### Saint-Étienne
Prije dolaska u Saint-Étienne, Zouma je igrao u manjem klubu iz rodnoga grada, Vaulx-en-Velinu kao i njegov brat. Prije početka 2011./12. sezone potpisao je svoj prvi profesionalni ugovor te je premješten u prvu momčad, a debitirao je u francuskom kupu 31. kolovoza 2011. protiv Bordeauxa. U svojoj prvoj profesionalnoj sezoni zabilježio je u Ligue 1 čak 22 nastupa te je zabio 2 pogotka.